# Wildside (gruppo musicale)
I Wildside sono un gruppo musicale heavy metal, formatosi a Los Angeles nel 1991.

## Storia
Nel 1988, durante il picco del hair metal di Hollywood, il gruppo venne fondato dal chitarrista Benny Rhynedance ed il cantante Drew Hannah. Entrambi provenivano dalla scena di Seattle, che sarebbe stata poi teatro dell'esplosione del grunge. Nel 1988, dopo aver suonato nei club di L.A. con il gruppo Rogue, Benny e Drew decisero di abbandonare la band di Seattle. I due fondarono gli Young Gunns e reclutarono il secondo chitarrista Brent Woods dalla pop metal band Alrisha, musicista che nella sua infanzia aveva preso lezioni di chitarra nientemeno che dall'ex chitarrista di Quiet Riot e Ozzy Osbourne Randy Rhoads, ed il bassista Marc Simon dai St. Valentine (gruppo composto anche dai membri dei London Lizzy Grey e Nigel Itson, ed il cantante dei D'Molls Desi Rexx). Il quartetto, alla ricerca di un batterista stabile, iniziò a farsi notare nella Sunset Strip suonando frequentemente al locale Whisky a Go Go.
Dopo un anno e mezzo di ricerche, reclutarono il batterista Jimmy D., proveniente da San Bernardino, California. Trovata finalmente una formazione stabile, composta da Drew Hannah (voce), Brent Woods (chitarra), Benny Rhynedance (chitarra), Marc Simon (basso), Jimmy D. (batteria), la band iniziò a farsi notare nel circuito di Hollywood. Seguirono diversi show tutto esaurito presso noti club della zona come Roxy Theatre, Whisky a Go Go, Gazzarri's, Xposeur 54, e Spice on Sunset. Grazie alle frequenti esibizioni, il quintetto cominciò ad essere notato. Dennis Rider, seguì il gruppo ad uno show al Whisky, e offrì loro un supporto per trovare un contratto discografico. Rider era lo stesso uomo che l'anno precedente aveva procurato un contratto ai Love/Hate con la Columbia Records.
I Wildside acconsentirono alla proposta di Rider, e vennero così introdotti alla Capitol Records tramite le sue conoscenze. A questo punto il gruppo aveva bisogno di un nuovo nome. Inizialmente erano conosciuti come Young Gunns dal '88 al 1990, ed il titolo "Wildside" venne trovato da Benny Rhynedance, dando inizio alla vera e propria carriera del gruppo. Tramite Dennis Rider, la Capitol Records si disse interessata e contattò il gruppo nell'agosto del 1990, trovandosi però ostacolata dalla Polygram, anch'essa interessata ad un eventuale accordo, tuttavia infine fu la Capitol ad aggiudicarsi la formazione grazie ad un contratto di 5 album. Sotto la guida dello storico produttore dei Led Zeppelin Andy Johns (Van Halen, M.S.G., Cinderella, Autograph, L.A. Guns), i Wildside iniziarono le sessioni di registrazione in segreto agli studi personali di Eddie Van Halen, i 5150 Studios, e agli A&M studios di Hollywood durante il 1991. Steve Thompson e Michael Barbierio mixarono il disco per ulteriori perfezionamenti. Questi avevano mixato e prodotto diverso materiale di molte hair metal band degli anni 80.
Tuttavia nel 1992, la scena musicale stava aprendo le porte ad un nuovo sound. I Nirvana influirono notevolmente sulle nuove direzioni musicali, e le "hair band" vennero ormai ritenute fuori moda. Prima della pubblicazione del loro debutto discografico, il gruppo iniziò le date live al fianco dei The Four Horsemen in gennaio. Il debutto discografico, Under the Influence, vide la luce il 22 maggio 1992. Questo, includeva inoltre la traccia "Clock Strikes" scritta assieme a Paul Stanley, celebre cantante/chitarrista dei Kiss. Dal disco vennero estratti i singoli "Hang On Lucy" e "Just Another Night". Subito dopo la pubblicazione intrapresero un tour con i Babylon A.D. e i Roxy Blue in estate. Le vendite del disco incrementarono durante le date, fino alla fine del 1992. Tuttavia, a causa delle nuove tendenze, il disco passò quasi completamente inosservato. Rimasero impegnati in un altro tour come headliner tra il dicembre del '92 e il marzo 1993. Nel tardo '93, la Capitol decise di scaricare la band. I Wildside continuarono a suonare nel 1994 e comporre nuovo materiale per un altro album, con una nuova etichetta.
A causa dell'abbandono da parte della Capitol, ed i recenti cambiamenti di tendenze musicali, Brent Woods abbandonò il gruppo non lasciandosi scappare l'opportunità di poter raggiungere il progetto solista dell'ex cantante dei Mötley Crüe Vince Neil sostituendo il precedente Steve Stevens (Billy Idol, Atomic Playboys). Anche Benny Rhynedance poco dopo annunciò la sua dipartita. I Wildside, senza Benny e Brent, decisero di continuare comunque l'attività arruolando il nuovo chitarrista Bruce Draper, proveniente dai The Graveyard Train, gruppo che pubblicò nel 1993 un disco per la Geffen Records. Il quartetto registrò un nuovo cd per una piccola etichetta, la TNT Records. L'omonimo Wildside, pubblicato nel 1995 e prodotto da Dito Godwin, vedeva un cambio di rotta orientato proprio sullo stile grunge e alternative rock. Il disco ottenne vendite molto basse, ed i vecchi fan rimasero delusi dalle nuove sonorità. Questa serie di eventi convinse il gruppo ad annunciare lo scioglimento nel 1995.
Woods con Vince Neil pubblicò il disco Carved in Stone (1995) ed il live album Live at the Whiskey - One Night Only (2003), mentre l'ex cantante Drew Hannah si dedicò alla produzione di film porno. Ironicamente egli vinse un award per "miglior musica in un film per adulti" nel 2002.

### Reunion
I Wildside, composti da Drew Hannah, Brent Woods, Marc Simon e Jimmy Darby, si riformarono nel 2004 per promuovere la pubblicazione della loro nuova raccolta chiamata The Wasted Years, comprendente demo, tracce live e materiale irrealizzato. Il disco venne prodotto dalla RLS Records, etichetta di proprietà di Stevie Rachelle, frontman dei Tuff. Inclusa nel disco era anche la traccia "Crash Diet", cover dei Guns N' Roses composta da Wes Arkeen e Axl Rose, che però da questi non venne mai pubblicata. Questa traccia venne scritta attorno al 1990 e registrata come demo dai Guns N' Roses, ed originariamente doveva far parte del disco Use Your Illusion. Il brano però venne infine scartato. I Wildside continuano tuttora le esibizioni live occasionalmente attorno all'area di Los Angeles.

## Formazione

### Formazione attuale
- Drew Hannah - voce
- Brent Woods - chitarra
- Marc Simon - basso
- Jim Darby (Jimmy D.) - batteria

### Ex componenti
- Benny Rhynedance - chitarra
- Bruce Draper - chitarra

## Discografia

### Album in studio
- 1992 - Under the Influence
- 1995 - Wildside

### Raccolte
- 2004 - The Wasted Years